# Alexia Zuberer
Alexia Zuberer, née le 18 mars 1972 à Genève, est une skieuse et alpiniste suisse résidant en Suisse.

## Biographie
- Alexia Zuberer a été deux fois championne d'Europe de ski-alpinisme.
- Elle est auteure ou coauteure de quatre livres sur la montagne.
- Alexia Zuberer est actuellement monitrice de ski à l'École du ski français de Courchevel et accompagnatrice en montagne.
- Le 23 mai 2010, avec l'équipe Mountains-6 Makalu 2010, elle a été la première Suissesse à atteindre le sommet du Makalu (8 470 m).

## Palmarès

### Compétitions internationales deski-alpinisme

#### Championnats d'Europe
- 2001 : 1re avec Gloriana Pellissier, Trophée des Gastlosen
- 200? : 1re

#### Pierra Menta
- 1995 : 2e, avec Claudine Trécourt
- 1997 : 1re, avec Claudine Trécourt
- 1998 : 1re, avec Claudine Trécourt
- 1999 : 3e, avec Véronique Lathuraz
- 2000 : 1re, avec Gloriana Pellissier
- 2001 : 1re, avec Gloriana Pellissier
- 2005 : 8e, avec Sylvie Ferragu

#### Trophée des Gastlosen
- 2001 : 1re, avec Gloriana Pellissier (coupe d'Europe)[1]
- 2002 : 2e, avec Gloriana Pellissier

#### Patrouille des Glaciers
- 1998 : 2e, avec Claudine Trécourt et Jana Heczková
- 1 autre victoire sur la Patrouille des Glaciers[réf. souhaitée]

#### Trophée Mezzalama
- 2001 : 1re au Trophée Mezzalama

#### Tour du Rutor
- 1998 : 1re, avec Claudine Trécourt[2]

#### Transacavallo
- 2002 : 1re, avec Gloriana Pellissier[3]

#### Dolomiti Cup team
- 2002 : 1re, avec Gloriana Pellissier[4]

### Course à pied en montagne
- 1999 : Record d'ascension féminin du Dôme de Neige des Écrins

### Expéditions
- 1996 : Cho Oyu - Tibet (8 201 m)
- 1997 : Shishapangma - Tibet (8 013 m)
- 2002 : Ama Dablam - Népal (6 857 m)
- 2003 : Everest - Népal (8 850 m)
- 2007 : Everest - Tibet (8 850 m, sans apport d’oxygène jusqu’à 8 500 m)
- 2008 : Mustagh Ata - Chine (7 545 m)
- 2010 : Makalu - Népal (8 470 m), première Suissesse au sommet
- 2011 : Kangchenjunga - Inde-Népal (8 586 m)

### Autres
- 2000 : troisième au Raid Gauloises (Népal/Tibet) avec l'équipe ertips

## Ouvrages
- Coauteure avec Federico Acquarone, de deux ouvrages de photographies de montagne, au bénéfice d'une association d'aide à la scolarisation d'enfants de la vallée du Khumbu au Népal.
- Pierra Menta, Traces d'une légende, réalisé par Myriam Cornu, Alexia Zuberer et Jacques Plassiard, sur commande du comité d'organisation - éd. l'Edelweiss, 2005.
- Double ascension à l'Everest, Alexia Zuberer, Éditions Nevicata, 2008.  (ISBN 978-2-9600255-5-2).